# Pile (informatique)
Pour les articles homonymes, voir pile.
En informatique, une pile (en anglais stack) est une structure de données fondée sur le principe « dernier arrivé, premier sorti » (en anglais LIFO pour last in, first out), ce qui veut dire qu'en général, le dernier élément ajouté à la pile est le premier à en sortir.

Schémas d'une pile gérée en 'last in, first out.

## Pile système
La plupart des microprocesseurs gèrent nativement une pile pour les appels de routine. Elle correspond alors à une zone de la mémoire, et le processeur retient l'adresse du dernier élément.

### Architecture x86
Dans l'architecture x86 32 bits, le registre ESP sert à indiquer l'adresse du sommet d'une pile dans la mémoire vive.
Les opcodes push et pop permettent respectivement d'empiler et de dépiler des données. Les opcodes call et ret utilisent la pile pour appeler une fonction et la quitter par la suite en retournant à l'instruction suivant immédiatement l'appel.
En cas d'interruption, les registres EFLAGS, CS et EIP sont automatiquement empilés. Dans le cas d'un changement de niveau de priorité lors de l'interruption, les registres SS et ESP le sont aussi.
Une autre pile existe dans les CPU x86, celle de l'unité de calcul flottant (FPU). Plus précisément, cette unité utilise une pile limitée à 8 éléments, et dont le fonctionnement s’apparente à un barillet.
L’élément du barillet courant est nommé st(0), les éléments suivants st(N) avec N compris entre 1 et 7. Cette pile permet d'effectuer des calculs à la manière d'une calculatrice manuelle, en empilant les valeurs, puis en appliquant une opération sur les dernières valeurs empilées par exemple.

### Architecture basée sur la pile
Certains processeurs n'utilisent pas de registre générique, mais uniquement la pile. Les instructions concernent alors ses premiers éléments : par exemple les calculatrices Hewlett-Packard pour l'implémentation de la notation polonaise inverse, les processeurs Focus, ou les machines Burroughs de la gamme B 5000. Les instructions sont alors souvent plus courtes, car elles n'ont pas à référencer des registres. Le bytecode du langage Java utilise aussi cette astuce.

### Langage de programmation
Dans la plupart des langages de programmation compilés, la pile d'exécution est l'endroit où sont empilés tout ou partie des paramètres d'appel des routines. Par ailleurs, on y crée un espace pour des variables locales. La pile est ainsi formée de cadres de piles (en anglais stack frames) comprenant pour chaque routine, en cours d'appel imbriqué, ses paramètres, ses variables locales et son point de retour.
Quelques langages, comme PostScript d'Adobe ou la commande dc d'Unix, implémentent un mécanisme de pile (avec la notation polonaise inverse) pour les calculs.

### Le risque associé
Dans tous les langages de programmation, la pile d'exécution contient une quantité limitée de mémoire, habituellement déterminée au début du programme. La taille de la pile d'exécution dépend de nombreux facteurs : la conception du compilateur, l’architecture du processeur, l’utilisation du traitement multithread et la quantité de mémoire vive disponible. Lorsque trop d’informations sont enregistrées dans la pile d’exécution, la pile déborde et écrase des zones de programme à l’extérieur de la pile : on dit alors qu’il y a dépassement de pile. Il en résulte généralement une interruption du programme.

## Primitives

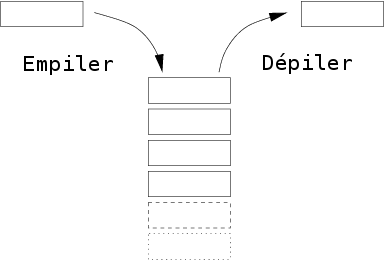
Les deux primitives de base

Voici les primitives communément utilisées pour manipuler des piles :
- « Empiler » : ajoute un élément sur la pile. Le terme anglais correspondant est push.
- « Dépiler » : enlève un élément de la pile et le renvoie. Le terme anglais correspondant est pop.
- « La pile est-elle vide ? » : renvoie vrai si la pile est vide, faux sinon.
- « Nombre d'éléments de la pile » : renvoie le nombre d'éléments dans la pile. Selon les implémentations, peut être fait soit en temps constant soit en temps linéaire.
- « Quel est l'élément de tête ? » : renvoie l'élément de tête sans le dépiler. Le terme anglais correspondant est peek ou top.
- « Vider la liste » : dépiler tous les éléments. Selon l'implémentation, cela peut être fait en temps constant ou linéaire. Le terme anglais correspondant est clear.
- « Dupliquer l'élément de tête » et « échanger les deux premiers éléments » : existe sur les calculatrices fonctionnant en notation polonaise inverse. Les termes anglais correspondants sont dup et swap respectivement.

Il n'existe pas de normalisation pour les primitives de manipulation de pile : leurs noms sont donc indiqués de manière informelle. Seules les trois premières sont réellement indispensables, les autres pouvant s'en déduire.

### Algorithmes
Cette implémentation est celle utilisée dans les processeurs — elle est simple et la pile occupe peu de place. Une implémentation sous forme de liste chaînée est également possible pour des programmes.

## Applications
- Les algorithmes récursifs utilisent une pile d'appel. Dans un langage non récursif (Fortran par exemple), on peut simuler la récursivité en créant les primitives de gestion d'une pile[11].
- Dans un navigateur web, une pile sert à mémoriser les pages Web visitées. L'adresse de chaque nouvelle page visitée est empilée et l'utilisateur dépile l'adresse courante pour accéder à la page précédente en cliquant le bouton « Afficher la page précédente ».
- L'évaluation des expressions mathématiques en notation post-fixée (ou polonaise inverse) utilise une pile[5].
- La fonction « Annuler la frappe » (en anglais Undo) d'un traitement de texte mémorise les modifications apportées au texte dans une pile.
- Un algorithme de recherche en profondeur utilise une pile pour mémoriser les nœuds visités[10]. Par exemple, on peut inverser un tableau ou une chaîne de caractères en utilisant une pile. Il suffit d'empiler les éléments sur une pile puis de reconstituer le tableau (ou la chaîne) inverse en dépilant les éléments.